# Flacourtia mollis
Flacourtia mollis är en videväxtart som beskrevs av Joseph Dalton Hooker och Thoms.. Flacourtia mollis ingår i släktet Flacourtia och familjen videväxter. Inga underarter finns listade i Catalogue of Life.